# Immanuelskyrkan, Ödeshög
Immanuelskyrkan är en kyrkobyggnad i Ödeshög. Kyrkan tillhörde från början Ödeshögs missionsförsamling (Svenska Missionsförbundet) som numera är en del av Equmeniakyrkan.

## Orgel
Den nuvarande orgeln byggdes 1965 av Grönlunds Orgelbyggeri, Gammelstad och är en mekanisk orgel.
| Manual            | Pedal      | Koppel  |
| Gedackt 8'        | Subbas 16' | Man/Ped |
| Principal 4'      |            |         |
| Rörflöjt 4'       |            |         |
| Waldflöjt 2'      |            |         |
| Cymbel 2 chor     |            |         |
| Crescendosvällare |            |         |